# Braekel
Pour des articles plus généraux, voir Gallus gallus domesticus et Liste des races de poules.
La braekel est une des plus anciennes races de poule en Europe, elle aurait été déjà présente sur le territoire, quand Jules César conquit la Gaule. Elle est originaire de la région de la commune de Braekel en Belgique.

## Histoire

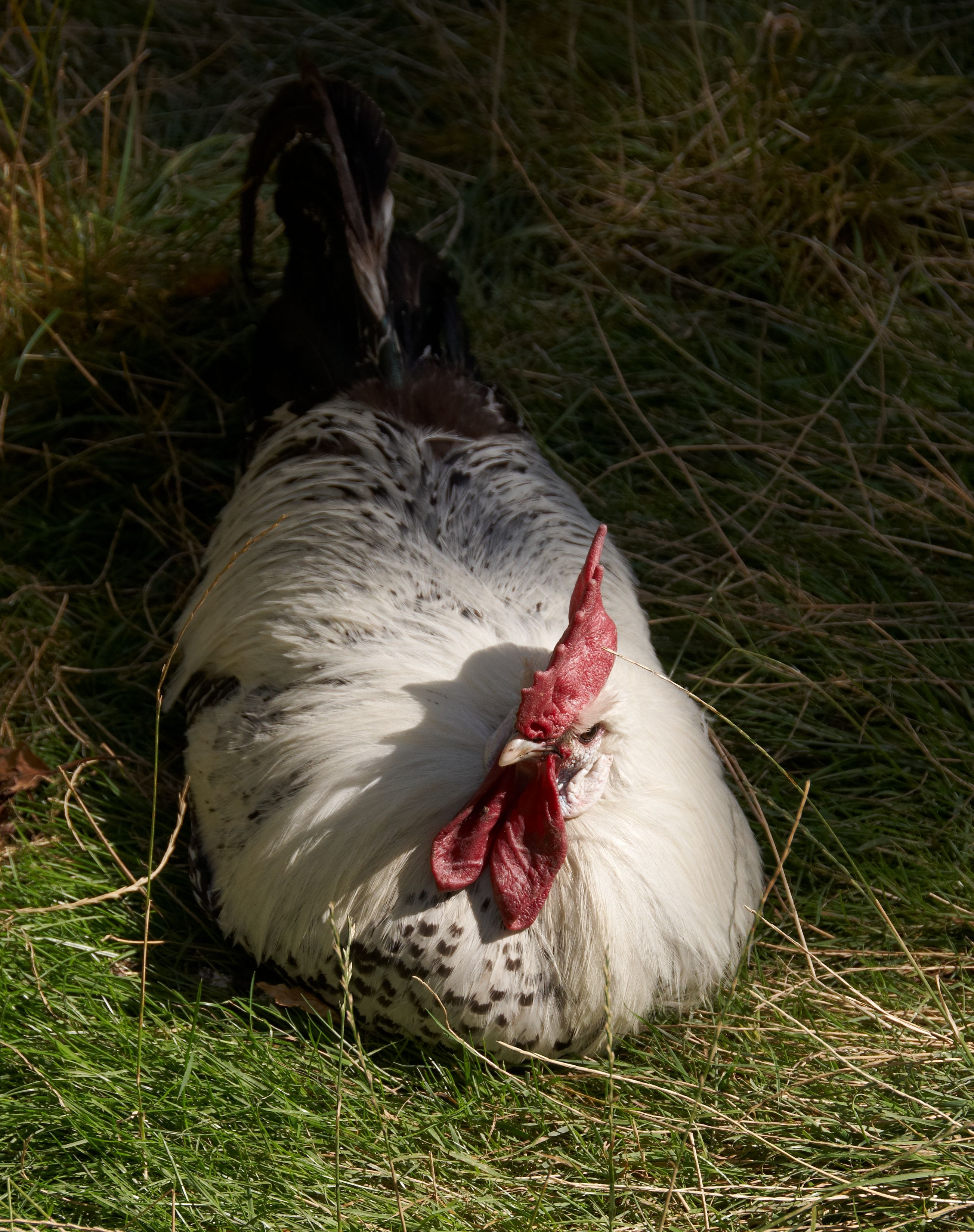
Coq Braekel argenté.

Son histoire remonte au moins à 1416, un acte notarié de cette année-là établit le commerce qui se fait en volailles de Braekel entre Audenarde et Nederbraekel. Le même document stipule que cette volaille existait déjà dans la contrée d'Alost, Zottegem, Grammont et Ninove. On a également établi au milieu du XIXe siècle que l'habitat de la poule de Braekel se situait dans un quadrilatère s'étendant de Grammont à Alost, en passant par Ninove, Termonde, Gand, Audenaerde avec un crochet par Renaix. La race possédait une zone de dispersion vers le nord et vers le sud. Au nord, elle s'étendait à la Campine anversoise et néerlandaise, et au sud elle comprenait la région de Lille et de Hergnies où la volaille prit la dénomination de « poule de Hergnies ».

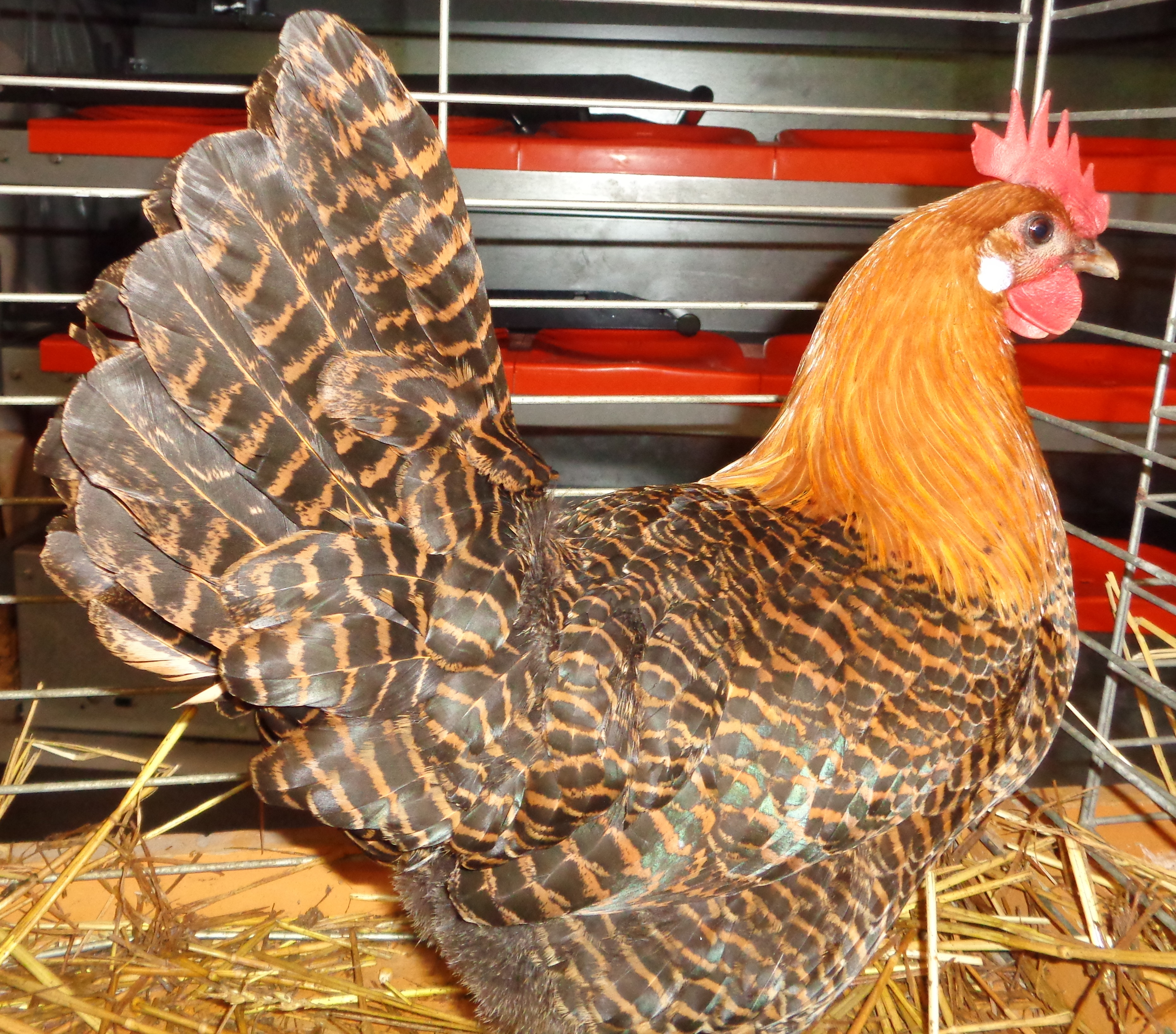
Poule Braekel doré grande race.

La braekel, grande poule nourrie dans les riches pâtures flamandes, devint plus petite et plus légère sur le sol campinois moins fertile. Ce deuxième type provoqua des heurts entre les éleveurs du pays et l'on décida en 1884, sur proposition de la société « Avicultura » de Baardegem, de créer deux races différentes : les volailles de forte taille continuant à être désignées sous l'appellation de « braekel », alors que l'on baptisa « campine », celles de petite taille. Ce n'est toutefois qu'en 1888 qu'une monographie officielle pour les deux races parapha cette décision.

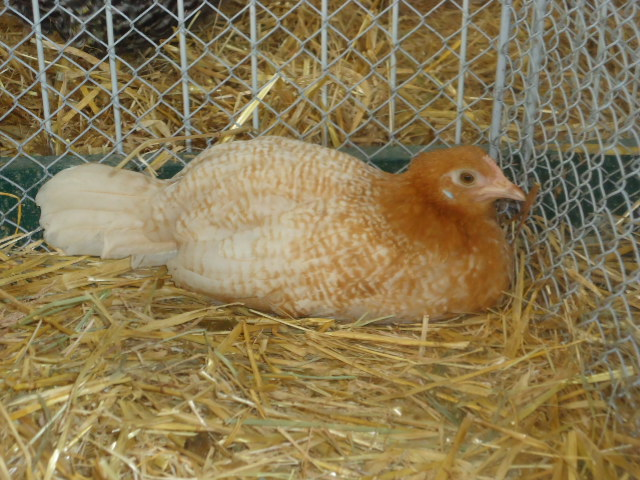
Poulette Braekel doré barré blanc.

À la même époque, la braekel rencontra un gros succès outre-Manche où les éleveurs s'approprièrent la race de poule qu'ils surnommèrent «The Everyday Layer» (la pondeuse de tous les jours). Mais ce sont surtout ses qualités esthétiques qui leur plurent et ils en ont firent rapidement une volaille d'exposition de tout premier plan. À l'époque, très peu de braekels possédaient un dessin correct. En peu de temps, les éleveurs anglais parvinrent à obtenir des coqs au plumage de poule, c'est-à-dire dont seul le camail était blanc. Ces coqs accouplés aux poules normales donnèrent immédiatement un bien meilleur dessin, car c’était la selle blanche du coq qui empêchait les poules de posséder un dessin correct du plumage. Ils éliminèrent finalement entièrement les coqs à selle blanche et créèrent la «Campine Fowl» dont le standard réalisé par Percy Perceval fut officialisé en 1899. Les Américains adoptèrent également la race, mais selon le standard anglais. Vers 1890, les Allemands s'y intéressèrent aussi et en importèrent beaucoup en Allemagne.

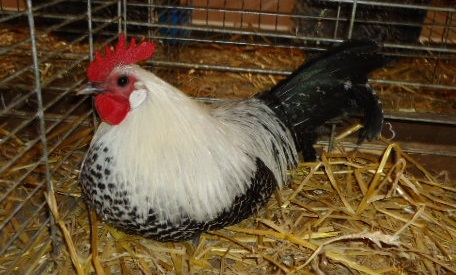
Coq Braekel nain argenté.

Alors que la braekel remporte un succès grandissant à l'étranger, les «braekelistes » et «campinistes » s'affrontent en Belgique dans une lutte sans merci. Sur le plan utilitaire, la race fait son chemin, mais c'est aux expositions que les affrontements ont lieu au sujet des jugements. La situation très malsaine s'envenime davantage quand les journaux spécialisés s'emparent de l'affaire. Dans le nord, l'idée de fonder un club pour la défense de la « campine » fait son chemin et le club est fondé à Anvers le 5 décembre 1896. Dans le sud, c'est sous l'impulsion du docteur L. Roger, celui qui a fait les recherches sur l'origine de la race, que se fonde le «Braekel-Club» de Nederbraekel le 1er mai 1898. En septembre de la même année, ce club organise une exposition à Nederbraekel à laquelle participent 550 braekels. Le Braekel-Club de Nerderbraekel existe encore de nos jours et compte près de 150 membres.
Expositions, concours, recensements et autres activités se succèdent à un rythme effréné et accéléré, les clubs de braekels et de campines voulant se surpasser tour à tour. Après de nombreux affrontements, c'est enfin le 28 août 1904 que la Fédération Nationale, constituée entretemps, approuve l'existence de deux races bien distinctes et publie un standard pour chacune d'elles. L'affaire se complique encore plus quand une « braekel lourde », de plus de 3 kg, voit le jour dans le sud de la campagne flamande et prend la dénomination de « poule de Grammont ». Les éleveurs de Zottegem ne veulent pas être en reste avec leurs voisins de Grammont et créent une braekel à tête noire que l'on dénommera la « zottegem ».

## Standard
- Coq Braekel doré grande race.Crête : simple
- Oreillons : blancs
- Couleur des yeux : marron foncé
- Couleur de la peau : blanche
- Couleur des tarses : bleus

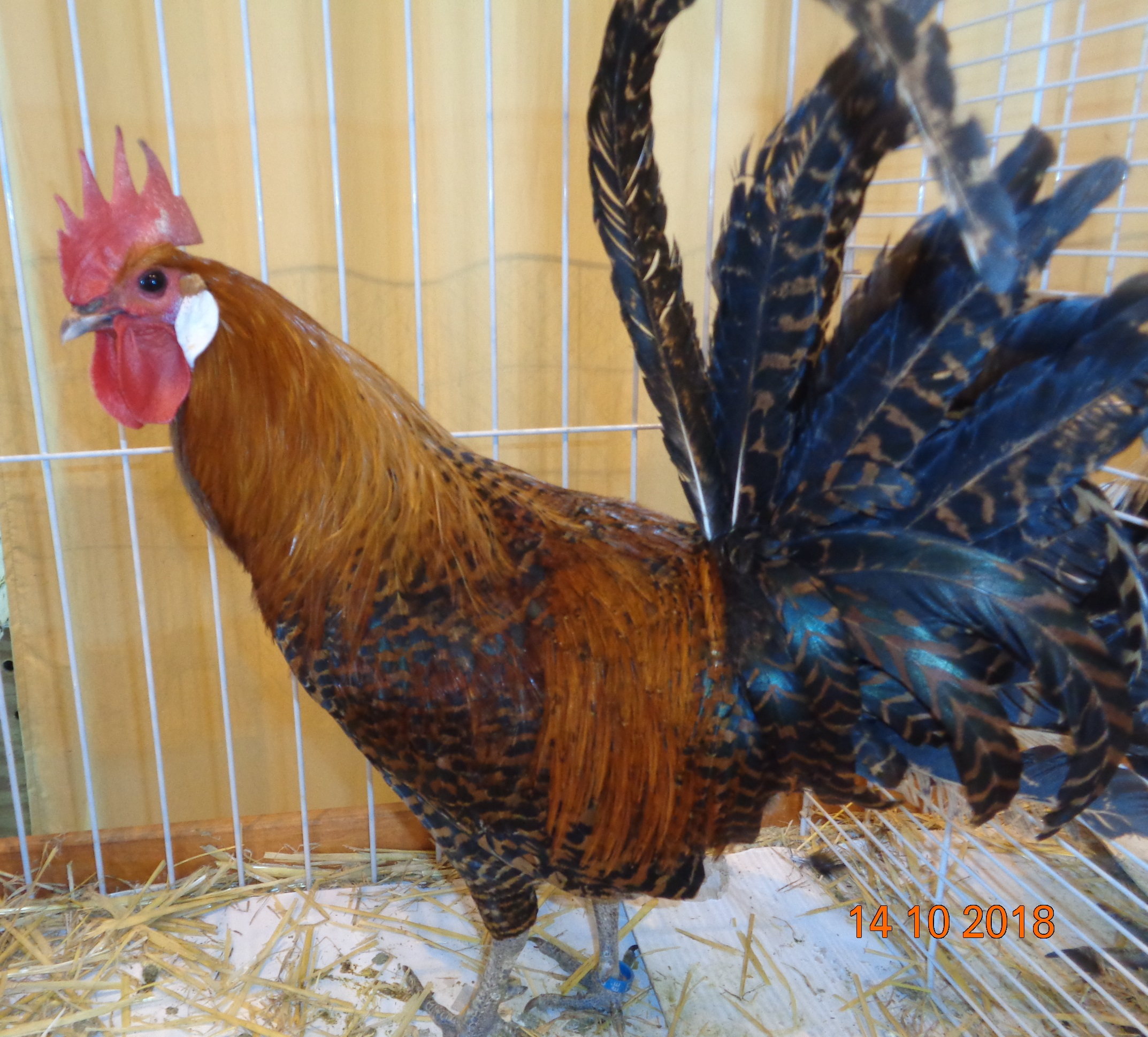
Coq Braekel doré grande race.

- Variétés de plumage : barré-crayonné argenté (argentée), barré-crayonné doré (dorée), barré-crayonné chamois (jaune), blanche, bleue, bleu-andalou, noire, blanc fleuri : 18-16

Grande race :
- Masse idéale : Coq : 2 à 2.7 kg ; Poule : 1.7 à 2.5 kg
- Œufs à couver : min. 55 g, coquille blanche
- Diamètre des bagues : Coq : 18 mm : Poule : 16 mm

Naine:
- Masse idéale : Coq :  750 g ; Poule :  650 g
- Œufs à couver : min. 40 g, coquille blanche
- Diamètre des bagues : Coq : 14 mm ; Poule : 12 mm

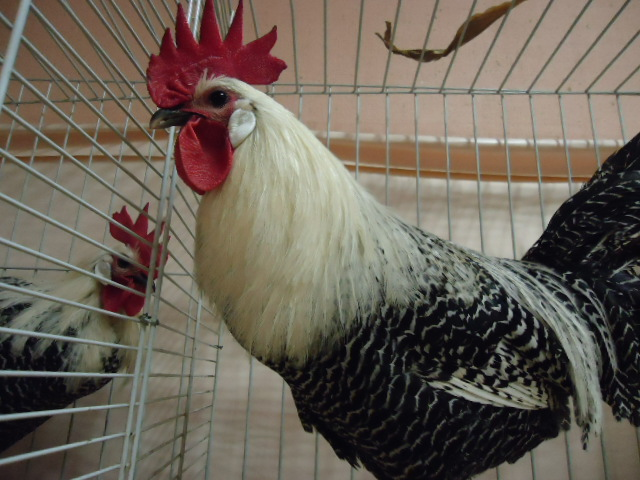
la forme naine est également une bonne pondeuse  - Coq Braekel argenté grande race.
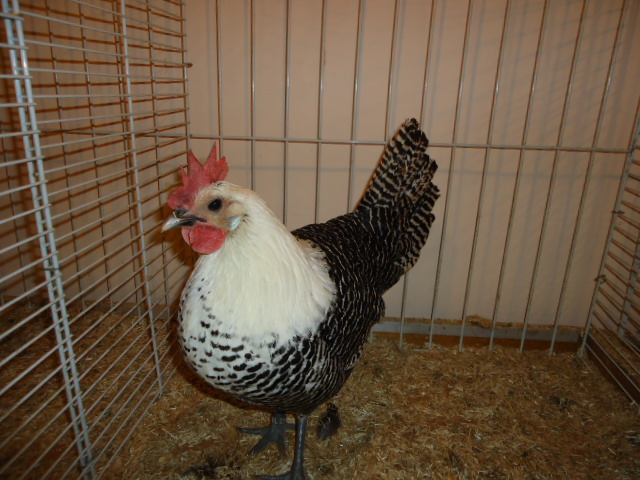
Poule Braekel argenté grande race.
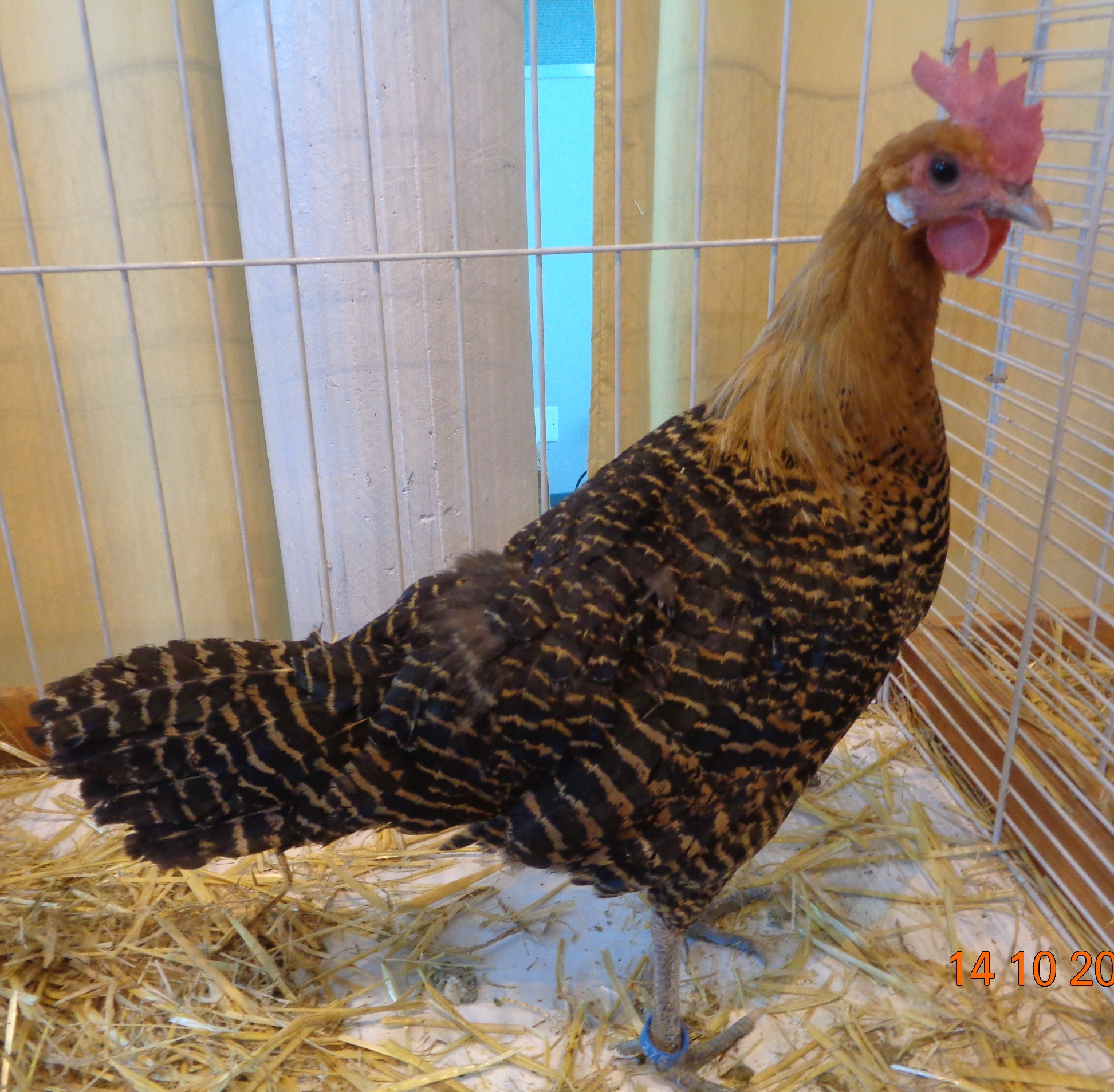
Poule Braekel doré grande race.
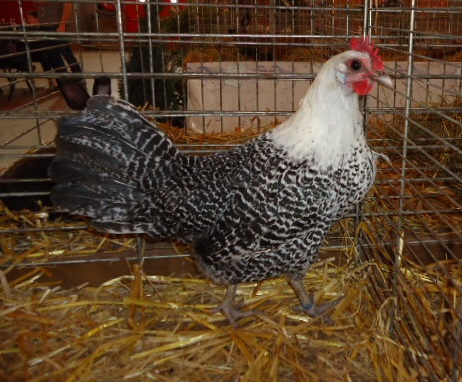
Poule Braekel naine argenté.
  - Poule Braekel argenté grande race.
  - Poule Braekel doré grande race.
  - Poule Braekel naine argenté.

## Sources
- Le Standard officiel des volailles (Poules, oies, dindons, canards et pintades), édité par la SCAF.
- Le Standard des races belges (Belgique).